# Севіндж Вагіфгизи
Севіндж Вагіфгизи або Севіндж Вагіф гизи Аббасова (азерб. Sevinc Vaqifqızı Abbasova; нар. 5 липня 1989, Фюзулинський район) — азербайджанська репортерка, журналістка і політв'язня; Вона працювала в незалежних ЗМІ більше 15 років. З 2022 року є головним редактором незалежної медіаплатформи «Abzas Media».
Севіндж Вагіфгизи, яка під час своєї журналістської діяльності неодноразово зазнавала переслідувань і тиску, затримувалась і їй забороняли виїзд з Азербайджану на 5 років, була затримана поліцією в аеропорту в ніч з 20 на 21 листопада 2023 року, коли вона поверталася зі Стамбула. У Азербайджані, проти неї було порушено кримінальну справу за обвинуваченням у «контрабанді». Її арешт зазнав різкої критики з боку багатьох місцевих та міжнародних правозахисників та організацій.

## Ранні роки
Севіндж Вагіф кизи Аббасова народилася 5 липня 1989 року у Фюзулинський районі. Після окупації Фізулінського району під час Першої Карабахської війни у серпні 1993 року вона почала жити як біженець зі своєю семьей. У 1995—2006 роках навчалася у середній школі № 297 імені Е. Алієва Бінагадинського району, а у 2006—2010 роках навчалася на факультеті журналістики Бакинського державного університету.

## Журналістська діяльність
Севіндж Вагіфкизи почала працювати журналістом ще у студентські роки. У 2009—2013 роках Севіндж Вагіфккизи працювала в газеті «Bizim Yol» (Наша Дорога), у 2012—2013 роках — в газеті «Azadlıq» (Свобода), а в 2013 році почала працювати відеорепортером на Meydan TV.
У ніч на 20 вересня 2015 року Севіндж Вагіфгизи разом із журналістами Айтен Фархадовою та Ізольдою Агаєвою були затримані поліцією в аеропорту та доставлені до Головного Управління боротьби з Організованою Злочинністю МВС. Його неодноразово допитували у Слідчому Управлінні з Тяжких Злочинів у рамках кримінальної справи, порушеної проти Meydan TV. Переслідування журналістів з боку уряду Азербайджану тоді зазнало критики з боку Human Rights Watch (HRW). Незважаючи на допит як свідок у кримінальній справі, у 2015—2019 роках йому заборонили виїзд з Азербайджану.
У 2018 році на Севіндж Вагіфгизи подали до суду за матеріали, що викривають схему фальсифікації на президентських виборах.
Севіндж Вагіфгизи було затримано поліцією під час своєї професійної діяльності у січні 2019 року і звільнено після більш ніж 10-годинного тримання під вартою у 24-му відділі поліції Низамінського районного управління поліції.
11 лютого 2020 року відбувався сидячий страйк групи кандидатів у депутати та громадських активістів, які протестують проти результатів парламентських виборів. Акція була розігнана поліцією, яка застосувала чинність перед адміністративною будівлею ЦВК. Севіндж Вагіфгизи, що займалася своєю професійною діяльністю, була затримана поліцією та отримала поранення в руку та обличчя. В інтерв'ю для «Голосу Америки» Севіндж Вагіфгизи розповіла про те, що сталося: «Поліцейські схопили мене ззаду і кинули в автобус спеціального поліцейського полку. В автобусі вони використовували дуже брутальні слова, ображали кожного з нас, навіть образили наших батьків. Потім вони вимагали мого телефону… Я їм сказала, що мої речі залишилися в машині, і щоб вони пошукали в моїх кишенях. Один із них почав кричати „дайте мені телефон“. Потім він схопив мене за руку та викрутив. Він крутив і тримав мою руку п'ять хвилин. Потім підійшов інший міліціонер і вдарив мене кулаком по оці. Протримавши в автобусі 20 хвилин, вони відпустили нас у Баилово». Севіндж Вагіфгизи також заявила, що коли вона прийшла до лікарні на медичне обстеження після інциденту, поліція не дозволила лікарям надати їй результати рентгенографії. Севіндж Вагіфгизи звернулася до Генеральної прокуратури з проханням встановити і покарати винних у цьому инциденте. «Репортери без кордонів» рішуче засудили інцидент і заявили, що Азербайджан Азербайджану знищило плюралізм.
14 травня 2020 року Європейський суд з прав людини (ЄСПЛ) визнав заборону на виїзд Севінджа Вагіфгизи з Азербайджану бал незаконним. На момент направлення цієї заяви азербайджанська сторона визнала передбачувані порушення (стаття 4 (свобода пересування) Протоколу № 2 та стаття 13 Конвенції). Через війну азербайджанська сторона висловила готовність виплатити заявнику компенсацію у вигляді 5 тисяч євро та попросила ЄСПЛ виключити справу зі списку. ЄСПЛ вважав заяву азербайджанської сторони обґрунтованою і ухвалив виключити заяву зі списку справ, що підлягають розгляду. У цій справі азербайджанська сторона виплатила журналісту компенсацію у вигляді 5 тисяч евро.
Вона проводила журналістські розслідування разом із Центр з вивчення корупції та організованої злочинності (OCCRP).
Севіндж Вагіфгизи є головним редактором «Abzas Media» з вересня 2022. Abzas Media — незалежна медіа-платформа, відома розслідуваннями бізнесу державних чиновників в Азербайджані, включаючи передбачувані випадки корупції при відновлювальних роботах у Карабаху з 2020 року. Протягом 2022—2023 років Abzas Media провела дослідження членів сім'ї президента Азербайджану Ільхама Алієва, міністра закордонних справ Джейхуна Байрамова, керівника Служби безпеки президента Бейляра Ейюбова, керівника Служби державної безпеки Алі Нагієва, у тому числі опубліковані матеріали про тендери, пов'язані з Фондом Гейдара Алієва та PASHA Holding. Також у серії «Нерозкриті злочини» фігурують колишній начальник метро Таги Ахмедов, колишній ректор Бакинського Слов'янського Університету Нурлана Алієва, колишній командувач 1-го армійського корпусу Хікмет Гасанов, колишній мер Баку Гаджибала Абуталибов, колишній депутат Ельміра Ахундова, колишній міністр екології та природних ресурсів Гусейнгулу Багіров та нинішній міністр фінансів Самір Шарифов також були передані дослідницькі матеріали про нерозслідувані злочини.

## Арешт
20 листопада 2023 року генерального директора «Abzas Media» Ульві Гасанли було затримано біля свого будинку, коли прямував до аеропорту для поїздки за границю. Гасанли доставили до Бакинське Міське Управління Поліції, де пройшли обшуки як і вдома, і у офісі «Abzas Media». За словами Зібейди Садигової, що захищає права Гасанли, у ході 5-годинного обшуку в офісі поліція нібито виявила 40 тисяч євро. «Abzas Media» відкинула ці звинувачення, назвавши їх «сценарієм, створеним підтримки обвинувачень Ульви Гасанли». Гасанли стверджував, що питання, поставлені йому в поліції, стосувалися розслідувань, які проводять «Abzas Media». Через війну Ульви Гасанли було заарештовано і звинувачено у «контрабанді».
У ніч із 20 на 21 листопада головний редактор «Abzas Media» Севіндж Вагіфгизи повернулася до Азербайджану з Стамбула, знаючи, що її заарештують. Її затримали поліцейські у міжнародному аеропорту Гейдар Алієв. Цього дня у її квартирі пройшов обыск. Адвокат Ельчин Садигов, який захищав права Севіндж Вагіфгизи, заявив, що під час обшуку жодних протизаконних предметів не нашли. Однак проти неї порушили кримінальну справу за статтею 206.3.2 КК (контрабанда — вчинена групою осіб за попередньою змовою). 21 листопада Севіндж Вагіфгизи було засуджено Хатаїнським районним судом до 3 місяців і 29 діб попереднього заключения.
Міжнародні організації з прав людини, такі як Amnesty International, Human Rights Watch (HRW), «Репортери без кордонів» (RSF), Комітет захисту журналістів (CPJ), Європейська федерація журналістів, Норвезький Гельсінський комітет, Керівний комітет Форуму громадянського суспільства Східного партнерства та Freedom Now, а також Державний департамент США засудили арешт Севінджа Вагіфгизи. Вони закликали владу Азербайджану негайно її звільнити.